# Phreatia spathulata
Phreatia spathulata är en orkidéart som beskrevs av Johannes Jacobus Smith. Phreatia spathulata ingår i släktet Phreatia och familjen orkidéer. Inga underarter finns listade i Catalogue of Life.